# 烏德河
烏德河（羅馬化：Udy，羅馬化：Udy）是俄罗斯和乌克兰的河流，發源自別爾哥羅德州，流經俄羅斯與烏克蘭。河道全長164公里，流域面積3,890平方公里，河畔城鎮有俄羅斯別爾哥羅德州的谢季诺夫卡與烏克蘭哈爾科夫州的烏德村、佐洛奇夫、索洛尼齊夫卡，哈爾科夫市南部的新巴伐利亞區並在埃斯哈爾附近匯入北頓涅茨河。